# (33452) Olivebryan
(33452) Olivebryan est un astéroïde de la ceinture principale.

## Description
(33452) Olivebryan est un astéroïde de la ceinture principale. Il fut découvert le 19 mars 1999 à Socorro (Nouveau-Mexique) par le projet LINEAR. Il présente une orbite caractérisée par un demi-grand axe de 2,63 UA, une excentricité de 0,10 et une inclinaison de 4,6° par rapport à l'écliptique.